# Corina Grünenfelder
Pour les articles homonymes, voir Grünenfelder.
Corina Grünenfelder, née le 29 décembre 1975 à Elm, est une skieuse alpine suisse. Elle est spécialiste du slalom.

## Carrière
Elle fait partie d'une famille de skieurs, ses frères Jürg et Tobias, sont aussi actifs en ski alpin.
Membre du club de sa localité natale Elm, il fait son entrée en équipe nationale en 1994 en prenant part aux Championnats du monde junior, pour une vingtième place en slalom géant.
Après plusieurs podiums en course FIS, elle fait ses débuts dans la Coupe du monde en janvier 1998 et marque ses premiers points en décembre de la même année, arrivant 24e du slalom de Veysonnaz. Elle est ensuite 15e du slalom de Semmering, peu avant sa première sélection en championnat du monde, à Beaver Creek, où elle finit 27e en slalom. La Suissesse doit attendre 2001 pour améliorer son meilleur résultat en se classant quatorzième à Flachau. En janvier 2002, elle enregistre son meilleur résultat dans l'élite avec le huitième rang au slalom de Maribor et son meilleur classement général (55e). Cette année, elle honore sa première et seule sélection pour les Jeux olympiques à Salt Lake City, où elle part à la faute sur la deuxième manche du slalom. Elle subit le même sort aux Championnats du monde de Saint-Moritz en 2003.
Dans la Coupe d'Europe, elle obtient trois victoires en slalom, dont deux en 2001 à Åre et une en 2003 à La Molina.
Elle prend sa retraite sportive en 2004.

## Palmarès

### Jeux olympiques
| Épreuve / Édition | Salt Lake City 2002 |
| Slalom            | Abandon             |

### Championnats du monde
| Épreuve / Édition | Vail 1999 | Sankt Anton 2001 | Saint-Moritz 2003 |
| Slalom            | 27e       | Abandon          | Abandon           |

### Coupe du monde
- Meilleur classement général : 55e en 2002.
- 3 top dix.

#### Classements en Coupe du monde
| Année/Classement | Année/Classement | Général | Général | Slalom | Slalom |
| Année/Classement | Année/Classement | Class.  | Points  | Class. | Points |
| ---------------- | ---------------- | ------- | ------- | ------ | ------ |
| 1999             | 1999             | 78e     | 32      | 33e    | 32     |
| 2000             | 2000             | 113e    | 9       | 47e    | 9      |
| 2001             | 2001             | 90e     | 34      | 33e    | 34     |
| 2002             | 2002             | 55e     | 128     | 17e    | 128    |
| 2003             | 2003             | 67e     | 61      | 26e    | 61     |
| 2004             | 2004             | 74e     | 57      | 28e    | 57     |

### Coupe d'Europe
- 6e du classement général en 2003.
- Deuxième du classement de slalom en 2003.
- 8 podiums, dont 3 victoires.